# Barrio Cartero
Barrio Cartero Bruno Ramírez,(conocido como Barrio Cartero) es un barrio de la ciudad de Hurlingham, ubicado en el partido de Partido de Hurlingham, Provincia de Buenos Aires, Argentina.

## Historia
Fue construido entre diciembre de 1971 hasta mediados de la década de 1970  por la Cooperativa de Obreros y Empleados de Correos y Telecomunicaciones. Su financiamiento estuvo a cargo del Banco Hipotecario y la obra a cargo de la empresa SITRA S.A.

## Ubicación y características
Se encuentra ubicado a unas 15 cuadras de la estación Hurlingham. Es un complejo de 388 viviendas de dos plantas y una arquitectura que constituía una de las más modernas técnicas de construcción de la década de 1970. En el Barrio Cartero viven aproximadamente 1000 personas. Cuenta con 4 sectores que dividen a las viviendas. Además cuenta con una escuela primaria del estado, una galería comercial, una plaza y dos plazoletas. Es administrado por una comisión vecinal que se elige entre los propietarios cada cierta cantidad de años.
- Datos: Q6393795

En Google Maps está mal ubicado. Se encuentra sobre la calle Bustamante entre Santa Ana y Asamblea.